# 우선희
우선희(禹仙姬, 1978년 7월 1일~)는 대한민국의 핸드볼 선수, 지도자로 포지션은 라이트윙이다. 현역 시절 대한민국 여자 대표팀의 일원으로 올림픽에 4회 출전하여 2004년 하계 올림픽에서 은메달, 2008년 하계 올림픽에서 동메달을 획득했다.